# Lisa St Aubin de Terán
Lisa St Aubin de Terán (Londen, 2 oktober 1953) is een Engels schrijfster.

## Biografie
Lisa St Aubin de Terán werd in 1953 geboren als dochter van de Brits-Guyaanse schrijver Jan Carew en Joan Mary Murray. Ze groeide op in Londen. Haar werk is deels autobiografisch, deels fictie.
In De Hacienda beschrijft ze hoe ze op jonge leeftijd met haar eerste echtgenoot Jaime Téran op een afgelegen boerderij in de Andes (Venezuela) ging wonen.
Haar tweede echtgenoot was de Schotse dichter en romanschrijver George MacBeth. In 1982 publiceerde ze haar eerste roman Keepers of the House (Hoeders van het huis). In 1983 volgde The Slow Train to Milan (De stoptrein naar Milaan) In 1983 verhuisde ze naar Wiggenhall St. Mary Magdalen in Norfolk.
Haar derde echtgenoot was de schilder Robbie Duff Scott, met wie ze naar Umbrië (Italië) verhuisde. Ze beschreef haar leven met hem in A Valley in Italy (Een huis in Italië) (1995).
Ze heeft drie kinderen, onder wie dochter Iseult Teran, die ook schrijfster is. Ze leeft met haar vierde echtgenoot, de Nederlandse cameraman Mees van Deth in Mossuril, Nampula, Mozambique. Deze fase in haar leven is beschreven in Mozambique Mysteries (Mijn dorp in Mozambique) (2007).
In 2004 heeft ze de Terán Foundation opgezet. Deze stichting heeft diverse projecten opgezet in Mossuril, Mozambique.
In 2020 kwam de Brits-Nederlandse film The Bay of Silence uit, deze film was gebaseerd op haar gelijknamige boek.

## Publicaties (Nederlandse vertalingen)
- Lisa St Aubin de Terán: Mijn dorp in Mozambique. Vert. door Anke ten Doeschate en René van Veen. Amsterdam, Meulenhoff 2007. ISBN 978-90-290-8064-4
- Lisa St Aubin de Terán: Mezzanotte. Een Italiaanse liefdesgeschiedenis. Vert. door Manon Smits. Amsterdam, Meulenhoff, 2005. ISBN 90-290-7663-1
- Lisa St Aubin de Terán: Otto. Roman. Vert. door Janneke van Horn. Amsterdam, Meulenhoff, 2004. ISBN 90-290-7486-8
- Lisa St Aubin de Terán: La festa. Verhalen. Vert. door Anneke Goddijn. Amsterdam, Meulenhoff, 2000. ISBN 90-290-6779-9
- Lisa St Aubin de Terán: De haciënda. Mijn jaren in Venezuela. Vert. door Anneke Goddijn. Amsterdam, Meulenhoff, 1998. ISBN 90-290-6717-9
- Lisa St Aubin de Terán: De tijger. Roman. Vert. door Anneke Goddijn. Amsterdam, Meulenhoff, 1999. ISBN 90-290-5862-5
- Lisa St Aubin de Terán: De aarde, de lucht, het water en het vuur van Italië. Amsterdam, Meulenhoff, 1999. ISBN 90-290-5911-7
- Lisa St Aubin de Terán: Het paleis. Roman. Vert. door Anneke Goddijn. Amsterdam, Meulenhoff, 1997. ISBN 90-290-5309-7
- Lisa St Aubin de Terán: Hoeders van het huis. Roman. Vert. door Anneke Goddijn. Amsterdam, Meulenhoff, 1996. ISBN 90-290-5093-4
- Lisa St Aubin de Terán: Zee van verlangen Vert. door Anneke Goddijn. Amsterdam, Meulenhoff, 1995. Geen ISBN
- Lisa St Aubin de Terán: Rosalind. Roman. Vert. door Ellen Beek en Aad Nuis. Amsterdam, Meulenhoff, 1994. ISBN 90-290-4510-8
- Lisa St Aubin de Terán: Een huis in Italië. De vele seizoenen van een villa in Umbrië. Vert. door Anneke Goddijn. Amsterdam, Meulenhoff, 1994. ISBN 90-290-4786-0
- Lisa St Aubin de Terán: De stoptrein naar Milaan. Roman. Vert. door Ellen Beek en Aad Nuis. Amsterdam, Meulenhoff, 1993. ISBN 90-290-4063-7
- Lisa St Aubin de Terán: Op doorreis. Belevenissen van een treinverslaafde. Autobiografie in reisverhalen. Vert. door Ellen Beek en Aad Nuis. Amsterdam, Meulenhoff, 1992. ISBN 90-290-2767-3
- Lisa St Aubin de Terán: Joanna (roman). Vert. door Ellen Beek en Aad Nuis. Amsterdam, Meulenhoff, 1991. ISBN 90-290-9858-9
- Schaamteloze reizen. Verhalen van vrouwen onderweg. Samengest. door Lisa St Aubin de Terán. Utrecht, Veen, 1990. ISBN 90-204-2473-4